# نبرد دونباس
نبرد دونباس (انگلیسی: Battle of Donbas) یک تهاجم نظامی بود که بخشی از تهاجم علیه شرق اوکراین در جریان حمله روسیه به اوکراین بود. این تهاجم در ۱۸ آوریل ۲۰۲۲ بین نیروهای مسلح روسیه و نیروهای مسلح اوکراین برای کنترل منطقه دونباس آغاز شد. تحلیلگران نظامی این لشکرکشی را دومین مرحله استراتژیک تهاجم، پس از حمله اولیه سه جانبه روسیه به اوکراین، می‌دانند.
استراتژی روسیه در این بخش، محاصره نیروهای اوکراینی در دونباس و الحاق کل استان‌های دونتسک و لوهانسک به ایالت‌های جدایی‌طلب تحت حمایت روسیه یعنی جمهوری خلق دونتسک و جمهوری خلق لوهانسک بود. روسیه ادعا کرد که تا ۲۳ ژوئن ۲۰۲۲، معادل ۵۵ درصد از استان دونتسک و تا ۳ ژوئیه ۲۰۲۲، تمام استان لوهانسک را تحت کنترل خود درآورده است و نیروهای روسی و جدایی‌طلب، شهرهای ماریوپول، سیورودونتسک، لیسیچانسک، روبیژنه و بسیاری دیگر را کنترل می‌کنند.
حمله روسیه در سپتامبر ۲۰۲۲ متوقف شد و برخی از دستاوردهای اوکراین پس از آغاز حمله خارکف، با بازپس‌گیری شهرهای لیمان و سویاتوهیرسک در منطقه دونتسک و بیلوهوریکا در استان لوهانسک، از بین رفت. ضدحمله اوکراین نیز در شرق رودخانه اوسکیل متوقف شد و تا نوامبر ۲۰۲۲ حملات روسیه در استان‌های لوهانسک و دونتسک از سر گرفته شد.